# تاج سنگینه
«تاج سنگینه» (انگلیسی: Heavy Is the Crown) ترانه‌ای از گروه راک آمریکایی لینکین پارک است. این ترانه در ۲۴ سپتامبر ۲۰۲۴، به عنوان دومین تک‌آهنگ از هشتمین آلبوم استودیویی گروه به نام از صفر منتشر شد. «تاج سنگینه» موسیقی تم اصلی مسابقات قهرمانی جهان لیگ افسانه‌ها ۲۰۲۴ از رایت گیمز است و همچنین در موسیقی متن فصل دوم آرکین حضور دارد.

## جدول‌های موسیقی
| جدول (۲۰۲۴)                                         | بالاترین جایگاه |
| --------------------------------------------------- | --------------- |
| استرالیا (ای‌آرآی‌ای)                                 | ۶۸              |
| اتریش (او۳ تاپ ۴۰ اتریش)                            | ۲               |
| بلژیک (اولتراتاپ ۵۰ فلاندرز)                        | ۴۳              |
| بلژیک (اولتراتاپ ۵۰ والونی)                         | ۴۵              |
| ۳۰                                                  |                 |
| کانادا (۱۰۰ تک‌آهنگ داغ کانادا)                      | ۴۰              |
| جمهوری چک (۱۰۰ تک‌آهنگ دیجیتال برتر)                 | ۲               |
| فنلاند (جدول‌های رسمی فنلاند)                        | ۲۳              |
| فرانسه (اس‌ان‌ئی‌پی)                                   | ۳۳              |
| آلمان (جدول‌های رسمی آلمان)                          | ۴               |
| ۲۰۰ آهنگ جهانی (بیلبورد)                            | ۱۴              |
| یونان بین‌المللی (آی‌اف‌پی‌آی)                          | ۱۵              |
| مجارستان (۴۰ تک‌آهنگ برتر)                           | ۱۶              |
| ایرلند (ایرما)                                      | ۴۹              |
| ایتالیا (اف‌آی‌ام‌آی)                                  | ۸۱              |
| دانلود ترانه‌های ژاپن (بیلبورد)                      | ۸۱              |
| ترانه‌های داغ خارجی ژاپن (بیلبورد)                   | ۹               |
| لتونی (ال‌ای‌آی‌پی‌ای)                                  | ۸               |
| لیتوانی (ای‌جی‌ای‌تی‌ای)                                | ۲۸              |
| لوکزامبورگ (بیلبورد)                                | ۴               |
| هلند (۱۰۰ تک‌آهنگ برتر)                              | ۵۱              |
| تک‌آهنگ‌های داغ نیوزیلند (آرام‌ان‌زی)                   | ۲               |
| لهستان (تاپ ۱۰۰ استریم لهستان)                      | ۱۹              |
| پرتغال (بیلبورد)                                    | ۸               |
| ۳                                                   |                 |
| موسیقی بک‌گراند کره جنوبی (سرکل)                     | ۱۵۳             |
| دانلود کره جنوبی (سرکل)                             | ۷۵              |
| اسپانیا (پروموزیکائه)                               | ۶۲              |
| سوئد (فهرست برترین‌های سوئد)                         | ۳۸              |
| سوئیس (شوایزر هیت‌پاراد)                             | ۳               |
| تک‌آهنگ‌های بریتانیا (اوسی‌سی)                         | ۱۸              |
| راک و متال بریتانیا (اوسی‌سی)                        | ۲               |
| بیلبورد هات ۱۰۰ ایالات متحده                        | ۷۹              |
| ترانه‌های داغ راک و آلترناتیو ایالات متحده (بیلبورد) | ۱۲              |